# زلزالا سانتا روسا 1969
زلزالا سانتا روسا 1969 هو زلزالٌ وقعَ في سانتا روسا، كاليفورنيا في الولايات المتحدة بتاريخ 2 أكتوبر 1969.